# Distritos y localidades de Berlín

Los distritos y localidades de Berlín

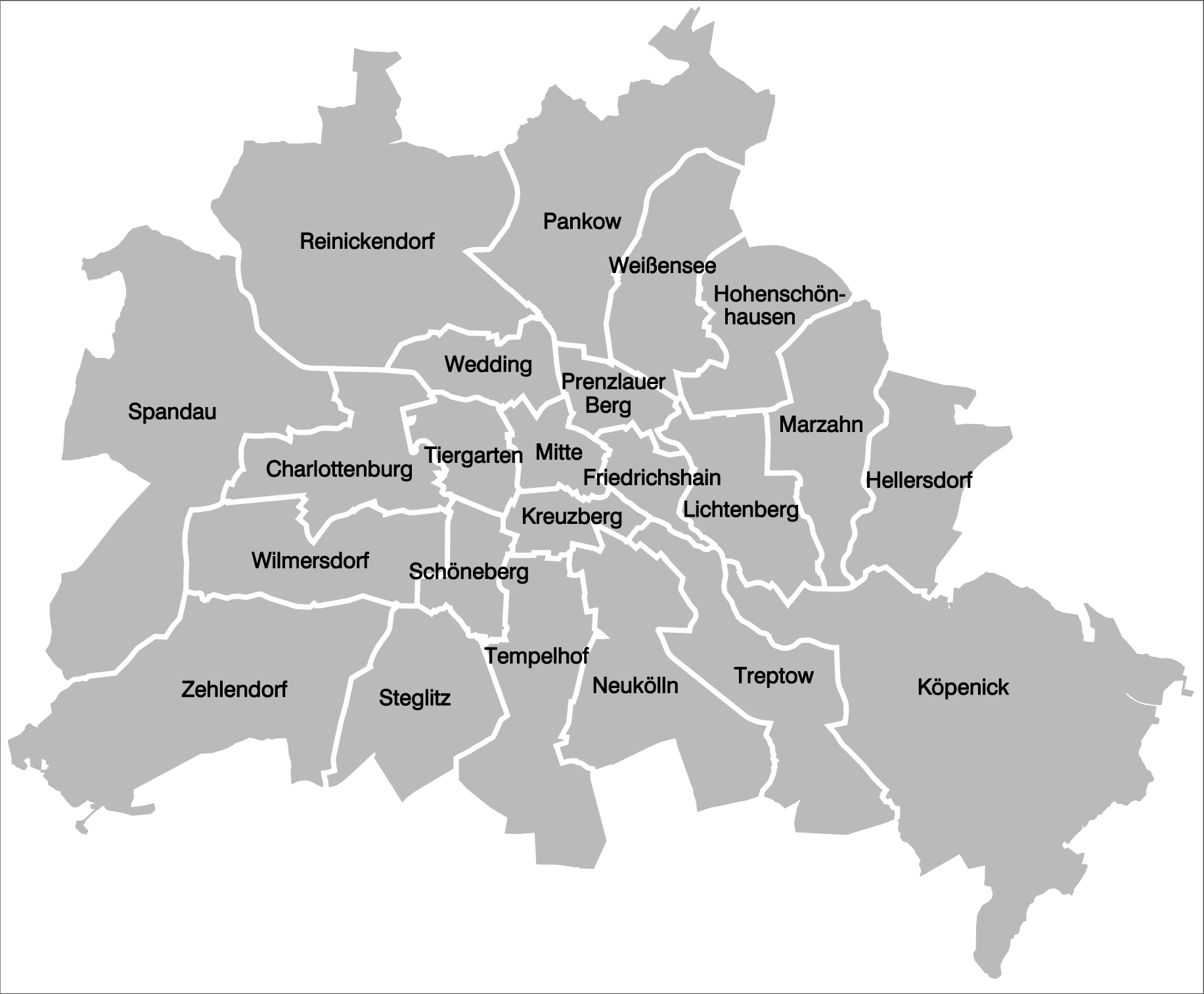
Los antiguos 23 distritos (1990-2000)

Berlín es una ciudad y uno de los estados federales de Alemania (véase ciudad-estado). Desde la reforma administrativa de 2001, se divide en doce distritos (en alemán: Bezirke, pronunciado bəˈʦɪʁkə), cada uno con su gobierno local, aunque todos los distritos están sujetos al gobierno de la ciudad y el estado de Berlín.

## Historia
Cada distrito se divide en varias localidades (Ortsteile en alemán, a veces llamadas subdistritos). Usualmente, estas localidades tienen una identidad histórica como antiguas ciudades, pueblos o municipios rurales independientes que se unieron en 1920 con el Acta del Gran Berlín, creando la base de la actual ciudad. Las localidades no tienen sus propios órganos de gobierno, pero son reconocidos por la ciudad y los distritos para efectos estadísticos y urbanísticos. Los berlineses a menudo se identifican más con la localidad en la que viven que con el distrito que la gobierna. A su vez, las localidades se subdividen en zonas estadísticas, que se usan principalmente para efectos estadísticos y urbanísticos. Estas zonas estadísticas se corresponden aproximadamente, pero no exactamente, con los barrios reconocidos por los residentes.
Cuando se creó el Gran Berlín en 1920, la ciudad se organizó en 20 distritos, la mayoría de los cuales se llamaban como su mayor localidad, usualmente una antigua ciudad o municipio. Otros, como Kreuzberg o Prenzlauer Berg, se nombraron por características geográficas. En el 2000, Berlín se componía de 23 distritos, porque se habían creado tres nuevos distritos en Berlín Oriental.

## Distritos
Una reforma administrativa de 2001 fusionó los distritos existentes en los actuales doce distritos, que se enumeran a continuación.
| Distrito                   | Población 31 de marzo de 2010 | Superficie km² | Densidad hab/km² | Mapa                       |
| -------------------------- | ----------------------------- | -------------- | ---------------- | -------------------------- |
| Charlottenburg-Wilmersdorf | 319 628                       | 64,72          | 4 878            | Los 12 distritos de Berlín |
| Friedrichshain-Kreuzberg   | 268 225                       | 20,16          | 13 187           | Los 12 distritos de Berlín |
| Lichtenberg                | 259 881                       | 52,29          | 4 952            | Los 12 distritos de Berlín |
| Marzahn-Hellersdorf        | 248 264                       | 61,74          | 4 046            | Los 12 distritos de Berlín |
| Mitte                      | 332 919                       | 39,47          | 8 272            | Los 12 distritos de Berlín |
| Neukölln                   | 310 283                       | 44,93          | 6 804            | Los 12 distritos de Berlín |
| Pankow                     | 366 441                       | 103,01         | 3 476            | Los 12 distritos de Berlín |
| Reinickendorf              | 240 454                       | 89,46          | 2 712            | Los 12 distritos de Berlín |
| Spandau                    | 223 962                       | 91,91          | 2 441            | Los 12 distritos de Berlín |
| Steglitz-Zehlendorf        | 293 989                       | 102,50         | 2 818            | Los 12 distritos de Berlín |
| Tempelhof-Schöneberg       | 335 060                       | 53,09          | 6 256            | Los 12 distritos de Berlín |
| Treptow-Köpenick           | 241 335                       | 168,42         | 1 406            | Los 12 distritos de Berlín |

## Gobierno
El gobierno del distrito forma parte del segundo nivel de la administración, mientras que el Senado y sus agencias, instituciones y organizaciones municipales afiliadas forman el primer nivel de la llamada Hauptverwaltung (administración central). Los distritos tienen un cierto grado de autonomía, aunque no son comparables con los Landkreise o distritos alemanes o las ciudades independientes, o ni siquiera al gobierno local de un municipio común, porque según la Constitución de Berlín el estatus legal de la ciudad como un estado alemán es el de un municipio unificado (Einheitsgemeinde). El poder de los gobiernos de los distritos está limitado y su realización de las tareas asignadas está sujeta a una supervisión regulatoria del Senado.
Sin embargo, los doce distritos con autogobierno tienen estatus constitucional y cada uno se subdivide en dos órganos administrativos: la asamblea del distrito (Bezirksverordnetenversammlung, BVV) y un consejo del distrito a tiempo completo (Bezirksamt), que se compone de cuatro concejales (Bezirksstadträte) y está dirigido por un alcalde del distrito (Bezirksbürgermeister). La asamblea BVV es elegida directamente por la población del distrito y por tanto actúa como el parlamento del distrito, aunque oficialmente es parte del ejecutivo. Elige los miembros del consejo del distrito, revisa su administración diaria y puede hacer solicitudes y recomendaciones. Los alcaldes de los doce distritos se reúnen habitualmente en el Consejo de Alcaldes (Rat der Bürgermeister), liderados por el Alcalde Gobernador de la ciudad, quien responde y asesora al Senado.
Las localidades no tienen órganos de gobierno, y las tareas administrativas del antiguo representante de la localidad, el Ortsvorsteher, fueron asumidas por los alcaldes de distrito.

## Escudos

La corona mural de los escudos de los distritos de Berlín

Todos los escudos de los distritos de Berlín (los actuales y los del período 1990-2001) tienen algunos aspectos en común: el escudo tiene forma española y una corona mural: 3 torres de ladrillo rojo con el escudo de Berlín en el centro.
La mayor parte de los escudos de los distritos actuales han cambiado algunos elementos en sus campos: algunos de ellos han "fusionado" elementos de los distritos fusionados (Charlottenburg-Wilmersdorf, Lichtenberg, Steglitz-Zehlendorf, Tempelhof-Schöneberg); otros han modificado sus elementos adoptados de uno de los dos (o más) antiguos distritos fusionados (Friedrichshain-Kreuzberg, Marzahn-Hellersdorf, Mitte y Treptow-Köpenick). Solo los distritos inalterados de Neukölln, Reinickendorf y Spandau no han cambiado su campo. El escudo de Pankow se creó en 2008 con un diseño nuevo, habiendo sido el único distrito sin emblema durante siete años.
| Charlottenburg-Wilmersdorf | Friedrichshain-Kreuzberg | Lichtenberg | Marzahn-Hellersdorf | Mitte | Neukölln | Pankow | Reinickendorf | Spandau | Steglitz-Zehlendorf | Tempelhof-Schöneberg | Treptow-Köpenick |

## Localidades
Los doce distritos se dividen en un total de 96 localidades (Ortsteile). Casi todas ellas se subdividen en varias otras zonas (definidas en alemán como Ortslagen, Teile, Stadtviertel, Orte etc.). El mayor Ortsteil es Köpenick (34,9 km²), y el menor es Hansaviertel (53 ha). La más poblada es Neukölln (154 127 habitantes en 2009), y la menos poblada es Malchow (450 habitantes en 2008).
(01) Mitte
| Localidad            | Superficie km² | Población 2008 | Densidad hab/km² | Mapa                       |
| -------------------- | -------------- | -------------- | ---------------- | -------------------------- |
| (0101) Mitte         | 10,70          | 79 582         | 7 445            | Mapa del distrito de Mitte |
| (0102) Moabit        | 7,72           | 69 425         | 8 993            | Mapa del distrito de Mitte |
| (0103) Hansaviertel  | 0,53           | 5 889          | 11 111           | Mapa del distrito de Mitte |
| (0104) Tiergarten    | 5,17           | 12 486         | 2 415            | Mapa del distrito de Mitte |
| (0105) Wedding       | 9,23           | 76 363         | 8 273            | Mapa del distrito de Mitte |
| (0106) Gesundbrunnen | 6,13           | 82 729         | 13 496           | Mapa del distrito de Mitte |

(02) Friedrichshain-Kreuzberg
| Localidad             | Superficie km² | Población 2008 | Densidad hab/km² | Mapa                                          |
| --------------------- | -------------- | -------------- | ---------------- | --------------------------------------------- |
| (0201) Friedrichshain | 9,78           | 114 050        | 11 662           | Mapa del distrito de Friedrichshain-Kreuzberg |
| (0202) Kreuzberg      | 10,40          | 147 227        | 14 184           | Mapa del distrito de Friedrichshain-Kreuzberg |

(03) Pankow
| Localidad                        | Superficie km² | Población 2008 | Densidad hab/km² | Mapa                        |
| -------------------------------- | -------------- | -------------- | ---------------- | --------------------------- |
| (0301) Prenzlauer Berg           | 11,00          | 142 319        | 12 991           | Mapa del distrito de Pankow |
| (0302) Weißensee                 | 7,93           | 45 485         | 5 736            | Mapa del distrito de Pankow |
| (0303) Blankenburg               | 6, 03          | 6 550          | 1 086            | Mapa del distrito de Pankow |
| (0304) Heinersdorf               | 3,95           | 6 580          | 1 666            | Mapa del distrito de Pankow |
| (0305) Karow                     | 6,65           | 18 258         | 2 746            | Mapa del distrito de Pankow |
| (0306) Stadtrandsiedlung Malchow | 5,68           | 1 166          | 205              | Mapa del distrito de Pankow |
| (0307) Pankow                    | 5,66           | 55 854         | 9 868            | Mapa del distrito de Pankow |
| (0308) Blankenfelde              | 13,40          | 1 917          | 144              | Mapa del distrito de Pankow |
| (0309) Buch                      | 18,20          | 13 188         | 727              | Mapa del distrito de Pankow |
| (0310) Französisch Buchholz      | 12,00          | 18 766         | 1 560            | Mapa del distrito de Pankow |
| (0311) Niederschönhausen         | 6,49           | 26 903         | 4 145            | Mapa del distrito de Pankow |
| (0312) Rosenthal                 | 4,90           | 8 933          | 1 823            | Mapa del distrito de Pankow |
| (0313) Wilhelmsruh               | 1,37           | 7 216          | 5 267            | Mapa del distrito de Pankow |

(04) Charlottenburg-Wilmersdorf
| Localidad                  | Superficie km² | Población 2008 | Densidad hab/km² | Mapa                                            |
| -------------------------- | -------------- | -------------- | ---------------- | ----------------------------------------------- |
| (0401) Charlottenburg      | 10,60          | 118 704        | 11 198           | Mapa del distrito de Charlottenburg-Wilmersdorf |
| (0402) Wilmersdorf         | 7,16           | 92 815         | 12 963           | Mapa del distrito de Charlottenburg-Wilmersdorf |
| (0403) Schmargendorf       | 3,59           | 19 750         | 5 501            | Mapa del distrito de Charlottenburg-Wilmersdorf |
| (0404) Grunewald           | 22,30          | 10 014         | 448              | Mapa del distrito de Charlottenburg-Wilmersdorf |
| (0405) Westend             | 13,50          | 37 883         | 2 800            | Mapa del distrito de Charlottenburg-Wilmersdorf |
| (0406) Charlottenburg-Nord | 6,20           | 17 327         | 2 795            | Mapa del distrito de Charlottenburg-Wilmersdorf |
| (0407) Halensee            | 1,27           | 13 966         | 10 997           | Mapa del distrito de Charlottenburg-Wilmersdorf |

(05) Spandau
| Localidad                 | Superficie km² | Población 2008 | Densidad hab/km² | Mapa                    |
| ------------------------- | -------------- | -------------- | ---------------- | ----------------------- |
| (0501) Spandau            | 8,03           | 33 433         | 4 164            | District map of Spandau |
| (0502) Haselhorst         | 4,73           | 13 668         | 2 891            | District map of Spandau |
| (0503) Siemensstadt       | 5,66           | 11 388         | 2 012            | District map of Spandau |
| (0504) Staaken            | 10,90          | 41 470         | 3 810            | District map of Spandau |
| (0505) Gatow              | 10,10          | 3 908          | 386              | District map of Spandau |
| (0506) Kladow             | 14,80          | 13 628         | 922              | District map of Spandau |
| (0507) Hakenfelde         | 20,40          | 26 337         | 1 292            | District map of Spandau |
| (0508) Falkenhagener Feld | 6,88           | 34 778         | 5 056            | District map of Spandau |
| (0509) Wilhelmstadt       | 10,40          | 37 080         | 3 558            | District map of Spandau |

(06) Steglitz-Zehlendorf
| Localidad           | Superficie km² | Población 2008 | Densidad hab/km² | Mapa                                     |
| ------------------- | -------------- | -------------- | ---------------- | ---------------------------------------- |
| (0601) Steglitz     | 6,79           | 70 555         | 10 391           | Mapa del distrito de Steglitz-Zehlendorf |
| (0602) Lichterfelde | 18,20          | 78 338         | 4 300            | Mapa del distrito de Steglitz-Zehlendorf |
| (0603) Lankwitz     | 6,99           | 40 385         | 5 778            | Mapa del distrito de Steglitz-Zehlendorf |
| (0604) Zehlendorf   | 18,80          | 57 902         | 3 075            | Mapa del distrito de Steglitz-Zehlendorf |
| (0605) Dahlem       | 8,39           | 14 966         | 1 784            | Mapa del distrito de Steglitz-Zehlendorf |
| (0606) Nikolassee   | 19,60          | 15 899         | 811              | Mapa del distrito de Steglitz-Zehlendorf |
| (0607) Wannsee      | 23,70          | 9 044          | 382              | Mapa del distrito de Steglitz-Zehlendorf |

(07) Tempelhof-Schöneberg
| Localidad          | Superficie km² | Población 2008 | Densidad hab/km² | Mapa                                      |
| ------------------ | -------------- | -------------- | ---------------- | ----------------------------------------- |
| (0701) Schöneberg  | 10,60          | 116 743        | 11 003           | Mapa del distrito de Tempelhof-Schöneberg |
| (0702) Friedenau   | 1,65           | 26 736         | 16 204           | Mapa del distrito de Tempelhof-Schöneberg |
| (0703) Tempelhof   | 12,20          | 54 382         | 4 458            | Mapa del distrito de Tempelhof-Schöneberg |
| (0704) Mariendorf  | 9,38           | 48 882         | 5 211            | Mapa del distrito de Tempelhof-Schöneberg |
| (0705) Marienfelde | 9,15           | 30 151         | 3 295            | Mapa del distrito de Tempelhof-Schöneberg |
| (0706) Lichtenrade | 10,10          | 49 451         | 4,896            | Mapa del distrito de Tempelhof-Schöneberg |

(08) Neukölln
| Localidad           | Superficie km² | Población 2008 | Densidad hab/km² | Mapa                          |
| ------------------- | -------------- | -------------- | ---------------- | ----------------------------- |
| (0801) Neukölln     | 11,70          | 154 127        | 13 173           | Mapa del distrito de Neukölln |
| (0802) Britz        | 12,40          | 38 334         | 3 091            | Mapa del distrito de Neukölln |
| (0803) Buckow       | 6,35           | 38 018         | 5 987            | Mapa del distrito de Neukölln |
| (0804) Rudow        | 11,80          | 41 040         | 3 478            | Mapa del distrito de Neukölln |
| (0805) Gropiusstadt | 2,66           | 35 844         | 13 475           | Mapa del distrito de Neukölln |

(09) Treptow-Köpenick
| Localidad                | Superficie km² | Población 2008 | Densidad hab/km² | Mapa                                  |
| ------------------------ | -------------- | -------------- | ---------------- | ------------------------------------- |
| (0901) Alt-Treptow       | 2,31           | 10 426         | 4 513            | Mapa del distrito de Treptow-Köpenick |
| (0902) Plänterwald       | 3,01           | 10 618         | 3 528            | Mapa del distrito de Treptow-Köpenick |
| (0903) Baumschulenweg    | 4,82           | 16 780         | 3 481            | Mapa del distrito de Treptow-Köpenick |
| (0904) Johannisthal      | 6,54           | 17 650         | 2 699            | Mapa del distrito de Treptow-Köpenick |
| (0905) Niederschöneweide | 3,49           | 10 043         | 2 878            | Mapa del distrito de Treptow-Köpenick |
| (0906) Altglienicke      | 7,89           | 26 101         | 3 308            | Mapa del distrito de Treptow-Köpenick |
| (0907) Adlershof         | 6,11           | 15 112         | 2 473            | Mapa del distrito de Treptow-Köpenick |
| (0908) Bohnsdorf         | 6,52           | 10 751         | 1 649            | Mapa del distrito de Treptow-Köpenick |
| (0909) Oberschöneweide   | 6,18           | 17 094         | 2 766            | Mapa del distrito de Treptow-Köpenick |
| (0910) Köpenick          | 34,90          | 59 201         | 1 695            | Mapa del distrito de Treptow-Köpenick |
| (0911) Friedrichshagen   | 14,00          | 17 285         | 1 233            | Mapa del distrito de Treptow-Köpenick |
| (0912) Rahnsdorf         | 21,50          | 8 891          | 414              | Mapa del distrito de Treptow-Köpenick |
| (0913) Grünau            | 9,13           | 5 482          | 600              | Mapa del distrito de Treptow-Köpenick |
| (0914) Müggelheim        | 22,20          | 6 350          | 286              | Mapa del distrito de Treptow-Köpenick |
| (0915) Schmöckwitz       | 17,10          | 4 117          | 240              | Mapa del distrito de Treptow-Köpenick |

(10) Marzahn-Hellersdorf
| Localidad          | Superficie km² | Población 2008 | Densidad hab/km² | Mapa                                     |
| ------------------ | -------------- | -------------- | ---------------- | ---------------------------------------- |
| (1001) Marzahn     | 19,50          | 102 398        | 5 240            | Mapa del distrito de Marzahn-Hellersdorf |
| (1002) Biesdorf    | 12,40          | 24 543         | 1 973            | Mapa del distrito de Marzahn-Hellersdorf |
| (1003) Kaulsdorf   | 8,81           | 18 732         | 2 126            | Mapa del distrito de Marzahn-Hellersdorf |
| (1004) Mahlsdorf   | 12,90          | 26 852         | 2 075            | Mapa del distrito de Marzahn-Hellersdorf |
| (1005) Hellersdorf | 8,10           | 72 602         | 8 963            | Mapa del distrito de Marzahn-Hellersdorf |

(11) Lichtenberg
| Localidad                   | Superficie km² | Población 2008 | Densidad hab/km² | Mapa                             |
| --------------------------- | -------------- | -------------- | ---------------- | -------------------------------- |
| (1101) Friedrichsfelde      | 5,55           | 50 010         | 9 011            | Mapa del distrito de Lichtenberg |
| (1102) Karlshorst           | 6,60           | 21 329         | 3 232            | Mapa del distrito de Lichtenberg |
| (1103) Lichtenberg          | 7,22           | 32 295         | 4 473            | Mapa del distrito de Lichtenberg |
| (1104) Falkenberg           | 3,06           | 1 164          | 380              | Mapa del distrito de Lichtenberg |
| (1106) Malchow              | 1,54           | 450            | 292              | Mapa del distrito de Lichtenberg |
| (1107) Wartenberg           | 6,92           | 2 433          | 352              | Mapa del distrito de Lichtenberg |
| (1109) Neu-Hohenschönhausen | 5,16           | 53 698         | 10 407           | Mapa del distrito de Lichtenberg |
| (1110) Alt-Hohenschönhausen | 9,33           | 41 780         | 4 478            | Mapa del distrito de Lichtenberg |
| (1111) Fennpfuhl            | 2,12           | 30 932         | 14 591           | Mapa del distrito de Lichtenberg |
| (1112) Rummelsburg          | 4,52           | 17 567         | 3 887            | Mapa del distrito de Lichtenberg |

- Los códigos 1105 y 1108 (este último a la antigua localidad de Hohenschönhausen) no están asignados

(12) Reinickendorf
| Localidad                 | Superficie km² | Población 2008 | Densidad hab/km² | Mapa                               |
| ------------------------- | -------------- | -------------- | ---------------- | ---------------------------------- |
| (1201) Reinickendorf      | 10,50          | 72 859         | 6 939            | Mapa del distrito de Reinickendorf |
| (1202) Tegel              | 33,70          | 33 417         | 992              | Mapa del distrito de Reinickendorf |
| (1203) Konradshöhe        | 2,20           | 5 997          | 2 726            | Mapa del distrito de Reinickendorf |
| (1204) Heiligensee        | 10,70          | 17 641         | 1 649            | Mapa del distrito de Reinickendorf |
| (1205) Frohnau            | 7,80           | 17 025         | 2 183            | Mapa del distrito de Reinickendorf |
| (1206) Hermsdorf          | 6,10           | 16 503         | 2 705            | Mapa del distrito de Reinickendorf |
| (1207) Waidmannslust      | 2,30           | 10 022         | 4 357            | Mapa del distrito de Reinickendorf |
| (1208) Lübars             | 5,00           | 4 915          | 983              | Mapa del distrito de Reinickendorf |
| (1209) Wittenau           | 5,87           | 22 696         | 3 866            | Mapa del distrito de Reinickendorf |
| (1210) Märkisches Viertel | 3,20           | 35 206         | 11 002           | Mapa del distrito de Reinickendorf |
| (1211) Borsigwalde        | 2,03           | 6 432          | 3 168            | Mapa del distrito de Reinickendorf |